# Draconarius postremus
Draconarius postremus là một loài nhện trong họ Amaurobiidae.
Loài này thuộc chi Draconarius. Draconarius postremus được Jia-Fu Wang & Peter Jäger miêu tả năm 2008.